# دنیل مندوزا
دنیل مندوزا (انگلیسی: Daniel Mendoza; ۵ ژوئیهٔ ۱۷۶۴ – ۳ سپتامبر ۱۸۳۶) بوکسور اهل انگلستان بود.